# 박테로이데스목
박테로이데스목(Bacteroidales)은 5개 과로 이루어진 세균 목의 하나이다. 의간균문에 속하는 박테로이데스강(Bacteroidia)의 유일한 세균 목이다. 의간균류 중에서 가장 많이 연구된 세균 목이 단연 박테로이데스목이다. 박테로이데스속(Bacteroides)의 일부 종들은 기회감염균이다. 버지의 세균분류학 편람 제4권이 발간되기 전에 의간균문(Bacteroidetes)으로 명명되었다.

## 하위 분류
- 박테로이데스과 (Bacteroidaceae)
- 리케넬라과 (Rikenellaceae)
- Marinilabiliaceae
- 포르피로모나스과 (Porphyromonadaceae)
- 프레보텔라과 (Prevotellaceae)